# 栗林慧
栗林 慧（くりばやし さとし、1939年5月2日 - ）は日本の写真家、映像作家。

## 人物
満洲国奉天市（現在の中華人民共和国瀋陽）生まれ、長崎県北松浦郡田平町（現：平戸市）出身。東京綜合写真専門学校中退。昆虫などの生物写真が専門。息子は現代美術家の栗林隆。
生物の撮影を元々の動機とした機材と技法の研究・開発は、生物写真の枠を超えて評価が高い。昆虫を大写しにするほどの接写であるにもかかわらず背景の無限遠までボケがわずかな、極端に被写界深度の深い「虫の目レンズ」や、飛び出す（ballistic dispersal）花粉等の 1/50000 秒を撮影するシステムの実現などがある。技術やノウハウはスチルにとどまらず動画でもその威力を発揮しており、これまでNHKの番組制作等に活用された。DVDや写真集も多数上梓。
栗林の郷里である長崎県田平町には1992年にたびら昆虫自然園がオープン、栗林もたびたび訪れ、撮影を行っているという。

## 略歴
- 1969年　自衛隊員、保険会社社員などを経て、フリーの生物生態写真家となる
- 1977年　郷里の長崎県北松浦郡田平町（現・平戸市）に移り住む
- 1978年　日本写真協会新人賞
- 1979年　伊奈信男賞
- 1992年　栗林自然科学写真研究所設立、日本写真協会年度賞
- 2006年　科学写真に貢献した人物に贈られるレナート・ニルソン賞（英語版）[4]
- 2008年　紫綬褒章、平戸市名誉市民

## 書籍
- 栗林慧全仕事

他多数

## TV出演
- 世界最大のカブトムシ ヘラクレスを追う（2006年、BS-hi）
- 『プロフェッショナル 仕事の流儀』撮って、僕らのこころ ～昆虫写真家・栗林慧～（2018年8月27日、NHK総合テレビジョン）[5]

## 映画
- アリのままでいたい（2015年、東映） - 撮影総監督

## CM
- オリンパス光学 OM2（1982年）
- 長崎物語（菓舗・唐草）